# Миодраг Тодорчевић
Миодраг Тодорчевић (Београд, 10. новембар 1940) је српски шаховски велемајстор који се такмичио за Југославију, Француску и Шпанију.

## Биографија
Миодраг Тодорчевић је у својој шаховској каријери представљао Југославију/Србију (до 1968. и од 1977–2003), Француску (1968–1977) и Шпанију (од 2003).
Победио је пет пута на градском првенству Париза у шаху (1966, 1967, 1973, 1974, 1976) и освојио је првенство Француске у Дижону 1975.
Тодорчевић је два пута играо за Француску на шаховским олимпијадама (1972 и 1974).
1987. Тодорчевић је учествовао на међузонском турниру у Шираку у Мађарској.
Добио је титулу међународног мајстора шаха 1977. а велемајстора 1989. године.